# Ан-124
Ан-124 (имя собственное: «Руслан»; шифр в ОКБ и МАП: Изделие 400; по кодификации NATO: «Condor») — тяжёлый транспортный самолёт разработки ОКБ имени О. К. Антонова.
Серийное производство велось на УАПК (РСФСР) и КиАПО (УССР). В производстве компонентов для него в СССР участвовали более сотни предприятий. После распада СССР и остановки серийного производства на обоих заводах остался задел, дособранный в постсоветское время. Предпринимались попытки возобновить полноценное производство, однако они не увенчались успехом.

## История создания
В середине 1960-х годов в СССР осознали перспективу создания такого самолёта, и вышло Постановление ЦК КПСС и Совета министров СССР от 21 июля 1966 года № 564—180 «Об основных направлениях развития авиационной техники и вооружения на 1966–1970 гг.», где было определено направление повышения грузоподъёмности ВТС до 100—120 т. Затем вышло Решение Комиссии Президиума Совета министров СССР от 24 августа 1966 года № 206, а также приказы министра авиационной промышленности СССР от 5 августа 1966 года № 352 и от 13 сентября 1966 года № 413, послужившие основанием для развёртывания на Киевском механическом заводе проектных работ по этой теме, которые стал курировать главный конструктор А. Я. Белолипецкий.
Было разработано два аванпроекта: Ан-126 грузоподъёмностью 140 т и Ан-124 грузоподъёмностью 120 т. Первый самолёт имел шесть двигателей, а второй планировался под четыре. 2 февраля 1972 года Комиссия Президиума СМ СССР по военно-промышленным вопросам приняла решение о выборе для дальнейшей разработки четырёхдвигательного Ан-124, которому на предприятии Антонова был присвоен индекс «изделие 200». В следующем, 1973 году был построен полноразмерный макет изделия. Однако новизна проблемы и большие трудности при проектировании вынудили О. К. Антонова принять решение о полной переработке проекта и создании нового самолёта, под индексом «изделие 400». В начале 1977 года вышло Постановление ЦК КПСС и СМ СССР за № 79—23 по новому самолёту.
Впервые в СССР была разработана, а затем реализована комплексно-целевая программа, предусматривавшая улучшение всех составляющих эффективности самолёта: аэродинамических характеристик, показателей прочности и ресурса, весового совершенства, удельных характеристик силовой установки, функциональных возможностей систем и оборудования, трудоёмкости техобслуживания и ремонта и другого. Было проанализировано 540 различных компоновок самолёта с применением ЭВМ, в аэродинамических трубах продуто 185 различных моделей. В реализации КЦП-124 участвовали многие десятки предприятий и организаций, принадлежавших различным министерствам и ведомствам. Для управления был сформирован Центральный координационный совет и Совет Главных конструкторов.
Всего при постройке самолёта привлекалось более ста предприятий на всей территории СССР. Особенно стоит отметить вклад Ташкентского ПО имени Чкалова, изготовившего консоли крыла, центроплан и крупногабаритные детали поперечного набора фюзеляжа. Крупногабаритные детали перевозились на фюзеляже Ан-22.
Самолёт «400» имел множество инновационных для своего времени решений. Впервые в СССР применялось суперкритическое крыло, на тяжёлый маломанёвренный самолёт устанавливалась электро-дистанционная система управления, был разработан новый навигационный комплекс на базе самой современной БЦВМ. Большое внимание было уделено вариантам загрузки грузовой кабины, была разработана система так называемого приседания. Передняя часть фюзеляжа откидывалась, что обеспечивало сквозной проезд техники и ускоряло погрузочно-разгрузочные работы. Тщательно прорабатывались вопросы эксплуатации и технического обслуживания самолёта, в том числе в отрыве от места постоянного базирования.
Впервые в СССР на борту летательного аппарата была установлена БАСК — бортовая система автоматизированного контроля, которая контролировала и документировала основные параметры работы двигателей и самолётных систем, а также деятельность экипажа и соблюдение им предписанных документами операций.
В ходе проектирования самолёта было построено 44 натурных испытательных стенда и около 3,5 тысяч опытных образцов различных конструкций. Особо стоит отметить натурный стенд управления, связанный со стендом механизации крыла и подключённый к имитатору полёта самолёта. Последний сыграл особенно большую роль в определении желаемых характеристик устойчивости и управляемости Ан-124, а также выработке требований к его различным системам. Этот стенд представлял собой реальную кабину пилотов, установленную на платформе с тремя степенями свободы, что создавало эффект реального полёта. ИПС позволял моделировать почти все полётные режимы и до 75 % отказных ситуаций.
Всего стендовые испытания заняли около 135 000 часов и сократили программу лётных испытаний на приблизительно 100 полётов. Помимо наземных стендов, для отработки систем Ан-124 были задействованы 4 летающие лаборатории.
Для проведения прочностных и усталостных испытаний был построен планер самолёта и новая лаборатория. Общий объём статиспытаний составил около 60 000 часов.
В 1973 году на Киевском авиационном производственном объединении стали возводить новый огромный корпус. В 1979 году на завод стала поступать техническая документация, тогда же началось изготовление производственной оснастки.
Двигатели самолёта создавались ЗМКБ «Прогресс». В основу первого проекта Д-18 лёг американский двигатель General Electric TF-39 с тягой 18 200 кгс, применённый на С-5А. Однако выяснили, что ресурс этих двигателей невелик. Так как изначально Ан-124 предполагался двойного назначения, для эксплуатации как в ВТА, так и «Аэрофлотом», то ресурс двигателей в гражданской версии сочли недостаточным. В 1976 году в Великобританию была отправлена делегация для покупки партии двигателей Rolls-Royce RB.211-22 на сумму 12 млн долларов США. Однако англичане отказались продавать мелкую партию, соглашаясь на поставку двигателей для оснащения 100 самолётов. Сделка не состоялась, время было упущено. В результате Д-18 создавался на основе отечественного Д-36. Стендовые испытания Д-18Т начались всего лишь за три месяца до взлёта Ан-124.
Выкатка самолёта состоялась 24 октября 1982 года, началась наземная отработка систем и пробежки.
Первый полёт был запланирован на 24 декабря 1982 года. Было выполнено несколько скоростных пробежек, затем стали ждать улучшения погоды. Через два часа стало распогоживаться, и экипаж, в составе: заводские лётчики-испытатели В. И. Терский и А. В. Галуненко, штурман А. П. Поддубный, бортинженеры В. М. Воротников, А. М. Шулещенко и радист М. А. Тупчиенко подняли машину в воздух. В течение часа была выполнена программа по определению основных параметров устойчивости и управляемости. В первом полёте Ан-124 сопровождал L-39, пилотировавшийся С. А. Горбиком и Г. А. Поболем.
Однако на посадке, сразу после касания ВПП началась сильная тряска. Это был эффект шимми стоек шасси. От вибрации разрушились одна створка шасси и несколько тяг.
Уже через месяц был выполнен второй полёт. До сентября 1983 года самолёт проходил в Гостомеле первый этап лётно-конструкторских испытаний. Всего выполнили 141 полёт с общим налётом 251 час. Полёты на Ан-124 по программе Государственных совместных испытаний начались в ноябре 1983 года. Было выполнено 157 полётов с общим налётом 304 ч.
Так, уже на восьмом полёте на этапе взлёта спомпажировал двигатель, разрушилось колесо турбины, лопатки повредили мотогондолу. Аварийный самолёт посадили в Узине.
В конце 1984 года на испытания вышел второй построенный самолёт за № 01-03. Эта машина использовалась для оценки безопасности при различных отказах. До 5 октября 1985 года по этой программе самолёт налетал 289 часов, выполнив 163 полёта.
В 1985 году самолёт был показан на XXVI аэрокосмическом салоне в Ле Бурже. Сразу после выставки на Ан-124 был выполнен ряд полётов на установление мировых рекордов.
Также несколько лет самолёт испытывали по программе десантирования людей и грузов, на возможность полёта в плотных боевых порядках (специально загоняя в спутный след идущего впереди самолёта) и на обледенение. По результатам испытаний на выброс парашютистов десантирование через заднюю дверь признано небезопасным.
В декабре 1986 года был подписан акт испытаний самолёта Ан-124.
С января 1990 года по декабрь 1992 года проводился комплекс сертификационных испытаний на соответствие гражданским Нормам лётной годности НЛГС-3. Выполнено 266 полётов продолжительностью 732 часа. В ходе испытаний 13 октября 1992 года произошла катастрофа. При определении характеристик управляемости самолёта при максимальном скоростном напоре произошло разрушение носового радиопрозрачного обтекателя, а затем - и всей отклоняемой носовой части. Экипаж из 8 человек погиб.
30 декабря 1992 года на гражданский вариант самолёта Ан-124-100 получен сертификат лётной годности.
Главный конструктор самолёта — Пётр Балабуев (с 1984 по 2005 год являлся генеральным конструктором всего КБ). С 1986 года главным конструктором-руководителем проекта по самолётам Ан-124 и Ан-225 указом Совета Министров СССР был назначен Виктор Толмачёв.

## Производство
Самолёт предполагалось строить параллельно на двух заводах: в Киеве и в Ульяновске. На УАПК было организовано представительство АНТК, представителем Генерального конструктора назначили В. И. Новикова.
Киевское авиационное производственное объединение до 1994 года построило 17 самолётов.
Ульяновский авиационно-промышленный комплекс построил 33 самолёта с 1985 по 1995 год.
После 1995 года, в связи с тяжёлой экономической обстановкой в стране, производство самолётов Ан-124 было прекращено. На КиАПО оставался недостроенным один самолёт № 03-03, В Ульяновске стояли недостроенные № 08-01, 08-02, 08-03.
Киевский завод в 2000 году начал достраивать самолёт № 03-03, который планировала выкупить российская авиакомпания «Атлант-Союз». В 2003 году самолёт Ан-124-100 с зав. № 19530502843 покинул сборочный цех, прошёл полный цикл лётных испытаний и был продан украинской стороной Объединённым Арабским Эмиратам, в АК «Maximus Air Cargo», место базирования — аэропорт Дубай.
Три самолёта восьмой серии также достроены и переданы в эксплуатацию. О8-01 RA-82079 в 2000 году выкупила АК «Волга-Днепр». В 2004 достроены ещё два — № 08-02 RA-82080 (АК «Полёт») и № 08-03 RA-82081 (АК «Волга-Днепр»). Ещё три самолёта: два Ан-124-100М и один военный Ан-124 в стадии постройки (законсервированы на стапеле).
Всего были построены 56 машин, в том числе один прототип для наземных статических испытаний.

## Эксплуатация
Первой воинской частью на территории СССР, эксплуатировавшей Ан-124, стал 566-й военно-транспортный авиационный полк 12-й авиационной дивизии (аэродром Сеща). В полку в 1985 году была организована 4-я учебная эскадрилья. В феврале 1987 года в полк перелетели первые два самолёта Ан-124. В 1989 году в полку имелось уже 28 самолётов.
25 января 1989 года был сформирован второй полк — 235 втап, также на аэродроме Сеща.
28 марта 1991 года приказом Верховного Главнокомандующего Михаила Горбачёва Ан-124 официально был принят на вооружение.
Правительство СССР официально разрешило привлекать военные «Русланы» к гражданским перевозкам, что и стало обычной практикой. Так, только в 1990 году они перевезли 51 единицу крупногабаритной техники в интересах коммерческих фирм. В связи с увеличением количества коммерческих рейсов занимавшееся их организацией в структуре Штаба ВТА Отделение перелётов преобразовали в Отдел воздушных перевозок со штатом в 27 человек. Это подразделение, руководившееся полковником Е. П. Крючковым, организовывало выполнение директивных и платных воздушных рейсов, в том числе и международных, заключало договоры, обеспечивало взаимодействие с ГА. Получавшиеся от коммерческих перевозок средства позволяли закупать запчасти для авиатехники, улучшать подготовку лётного состава, строить жильё и решать другие проблемы.
1 декабря 1990 года начался кругосветный перелёт на Ан-124 № 05-07 по маршруту Австралия (Мельбурн) — Южный полюс — Северный полюс — Австралия с промежуточными посадками в Бразилии (Рио-де-Жанейро), Марокко (Касабланка) и СССР (Воздвиженка). Перелёт протяжённостью 50 005 км был осуществлён за 72 часа 16 минут лётного времени и был занесён в Книгу рекордов Гиннесса как самый длительный и протяжённый. В ходе перелёта было установлено 7 мировых рекордов и 10 всесоюзных рекордов.
22 июня 1994 года МО РФ издало приказ о перебазировании 235-го ВТАП в аэропорт Ульяновск-Восточный. К 1 февраля следующего года туда перелетело 26 самолётов.
С 1999 года все самолёты Ан-124 переведены на эксплуатацию по техническому состоянию.
Гражданские эксплуатанты самолётов Ан-124-100 - КБ Антонова (Авиант, Авиалинии Антонова) и АК «Волга-Днепр». Также самолёты ограниченно эксплуатировали АК «Полёт» (2 самолёта), «Libyan Arab Air Cargo» (2 самолёта), «Maximus Air Cargo» (1 самолёт). 1 самолёт на хранении в ГК НИИ ВВС (929 ГЛИЦ МО РФ).
15 августа 2010 года в Ульяновске девять сильнейших атлетов мира установили рекорд мира, передвинув самый большой серийный грузовой самолёт в мире Ан-124-100 весом 195 тонн на 6,39 метра за 13,47 секунды.

## Планы возобновления производства
В 2004 году «Антонов» предложил более грузоподъёмный вариант «Руслана» — Ан-124-100М-150. Для сокращения взлётной дистанции и повышения взлётной массы самолёта до 420 т (для увеличения дальности полёта при той же максимальной коммерческой нагрузке) Ан-124-100М-150 предполагалось оснащать более мощными двигателями Д-18Т серии 4 тягой 25 400 кгс. Это позволило бы при сохранении максимальной грузоподъёмности самолёта 150 т и дальности полёта с этой нагрузкой 3200 км (а при нагрузке 40 т —11 900 км) для сертифицированной максимальной взлётной массы самолёта 402 т снизить потребную длину ВПП с 3000 до 2800 м. Прототип Ан-124-100М-150 был в 2004 году изготовлен в Киеве на базе одного из первых серийных «Русланов» киевской сборки — самолёта № 01-06, налетавшего к этому времени 12 тысяч часов (полный назначенный ресурс Ан-124 — 24 тысячи часов или 25 лет эксплуатации).
В октябре 2006 года Комитет по вопросам экономического сотрудничества украинско-российской комиссии «В. А. Ющенко — В. В. Путин» принял решение продолжить реализацию проекта самолёта Ан-124, имея в виду возможное возобновление серийного производства. В августе 2007 года подписано соглашение о возобновлении серийного производства. Компания «Волга-Днепр» планировала до 2030 года приобрести до 100 модернизированных Ан-124-100М-150. Поставка двух первых машин планировалась на 2013 год.
В июне 2008 года Объединённая авиастроительная корпорация (ОАК) и аудиторско-консалтинговая компания Ernst & Young завершили подготовку бизнес-плана проекта по возобновлению производства самолётов Ан-124 или «Руслан». В соответствии с этим документом для начала производства самолёта потребуется получить подтверждённые заказы не менее чем на 40 машин. Как заявил член правления ОАК Виктор Ливанов, «сегодня спрос на самолёты есть, до 2030 года авиакомпаниям понадобится 71 лайнер». В случае набора достаточного количества заказов самолёты будут производиться на ульяновском «Авиастаре» с 2012 года по одному — два лайнера в год. Также есть два недостроенных пла́нера, которые будут достроены. В ближайшее время ожидается вывод из эксплуатации Министерством обороны пяти машин. Стоимость нового Ан-124 (на 2008 год) составляла 150—160 млн долларов США.
Заказы на самолёты поступили со стороны Министерства обороны России (3 самолёта) и авиакомпании Волга-Днепр (40 самолётов). Объём рынка оценивался в 82 самолёта. В 2010 году были опционы ещё на 61 самолёт, 52 из них намерены были приобрести эксплуатанты из России. Также среди возможных заказчиков называли Объединённые Арабские Эмираты и Кувейт. 29 сентября президент КБ Антонов Д. С. Кива заявлял, что предприятие совместно с «U.S. Aerospace» допустили к участию в тендере Министерства обороны США на поставку самолётов-топливозаправщиков, общая сумма которого составляет 50 млрд $. КБ «Антонов» представил на тендере три различные модели самолётов: Ан-112-KC, Ан-122-KC и Ан-124-KC. Тендер состоялся и КБ «Антонов» выбыло в первом туре.
20 июля 2011 года председатель Совета директоров ОАО «Мотор Сич» Вячеслав Богуслаев сообщил, что программа восстановления производства самолёта Ан-124 «Руслан» на ульяновском авиазаводе «Авиастар-СП» отодвинута на 2016 год.
12 июля 2013 года Россия и Украина на уровне премьер-министров достигли договорённости о создании совместного предприятия по производству самолёта Ан-124-100.
В конце июля 2013 года появилась информация о том, что на заводе «Авиастар-СП» начата работа по возобновлению производства Ан-124.
В начале августа 2013 года командующий ВДВ Владимир Шаманов заявил о необходимости иметь на вооружении ВДВ такие самолёты, как Ан-124. Он также напомнил, что постройка Ан-124 уже начата в Ульяновске.
17 декабря 2013 года по итогам заседания российско-украинской межгосударственной комиссии министр промышленности и торговли Российской Федерации Денис Мантуров и министр промышленной политики Украины Михаил Короленко в присутствии президентов В. В. Путина и В. Ф. Януковича подписали соглашение о реализации мер господдержки возобновления серийного производства самолётов Ан-124 с двигателями Д-18Т и их модификациями (вопрос о возобновлении выпуска тяжёлых транспортных самолётов Ан-124 или «Руслан» будет решён положительно, только если удастся сформировать портфель заказов, который окупит все затраты)
.
15 августа 2014 года, на фоне войны в Донбассе, замглавы Минпромторга России Юрий Слюсарь заявил, что российско-украинский проект возобновления производства и модернизации тяжёлого транспортного самолёта Ан-124 или «Руслан» в связи с политической ситуацией больше не стоит на повестке дня, как и другие совместные российско-украинские проекты в авиастроении.
Таким образом, ремонт и модернизация самолётов Ан-124 или «Руслан» в России теперь осуществляется только силами ЗАО «Авиастар-СП».
2 июня 2018 года командующий российской Военно-транспортной авиацией Владимир Бенедиктов сообщил, что в России могут заново начать производить транспортный самолёт Ан-124, или «Руслан». При этом он уточнил, что ещё рано утверждать наверняка, однако этот вопрос стоит на повестке и «регулярно рассматривается», а окончательное решение появится в ближайшее время.
В свою очередь вице-президент по транспортной авиации ПАО «ОАК», генеральный директор ПАО «Ил» Алексей Рогозин считает, что «производство тяжёлых транспортных самолётов Ан-124, или „Руслан“ можно возобновить, это решаемая, хотя и трудная задача».
6 июня 2018 года ГП «Антонов» дал свой ответ на решение России, заявив, что модернизация модели невозможна без участия украинской стороны, ведь только они «обладают всеми техническими знаниями и необходимой информацией о конструкции».
30 июля 2018 года вице-премьер Юрий Борисов заявил, что научно-исследовательские работы (НИР) по созданию нового сверхтяжёлого транспортного самолёта на замену Ан-124 «Руслан» начнутся после 2025 года. Возобновлять производство Ан-124 не планируется, однако существующий парк самолётов будет модернизирован.
В январе 2019 года первый заместитель главы «Укроборонпрома» Сергей Омельченко заявил, что компания «Антонов» в 2019 году намерена возобновить производство самолётов Ан-124, причём без российских комплектующих Украинский авиаконструктор Анатолий Вовнянко, комментируя данное заявление, сказал, что возобновление производства Ан-124 на Украине практически невозможно..
ГП «Антонов» находится в затяжном кризисе. С 2016 по 2018 год предприятие не произвело ни одного серийного самолёта. Представители компании заявили, что эта ситуация сложилась в том числе из-за разрыва связей с Россией.
В апреле 2019 года президент ГП «Антонов» Александр Донец заявил, что возобновление производства Ан-124 сейчас не имеет смысла.
В августе 2019 года ГП «Антонов» заявило, что в случае организации серийного производства самолёта Ан-124-100М в России (по некоторым данным, подготовку такого производства ведёт КБ «Ильюшин») самолёту необходимо присвоить другое обозначение (самолёту необходимо новое обозначение без ссылки на «Ан»).

## Конструкция

### Общие сведения
Самолёт построен по аэродинамической схеме турбореактивного четырёхмоторного широкофюзеляжного высокоплана со стреловидным крылом и однокилевым оперением и оснащён четырьмя авиадвигателями Д-18Т производства ОАО «Мотор Сич». Имеет две палубы. Нижняя палуба — грузовая (с грузовой кабиной). На верхней палубе — кабина лётного экипажа, пассажирская кабина сменного лётного экипажа и пассажирская кабина для сопровождающих груз (до 21 чел). Общий объём грузовой кабины составляет 1050 кубометров.
Комплекс десантно-транспортного оборудования, бортовая система автоматизированного контроля технического состояния систем и оборудования на 1000 точек, две вспомогательные силовые установки ТА-12 с электрогенераторами и турбонасосами обеспечивают автономность эксплуатации. Особенностью конструкции самолёта является наличие двух грузовых люков в носовой и в хвостовой частях фюзеляжа, что облегчает и ускоряет процессы загрузки и выгрузки грузов — в частности, груз в Ан-124 можно загружать или выгружать одновременно с носа и хвоста.
Грузовой отсек герметичен. Над ним находятся кабина лётного экипажа, кабина для отдыха лётного экипажа и пассажирская кабина для сопровождающих груз. Бортовое оборудование предназначено для выполнения транспортно-десантных задач в любое время суток в простых и сложных метеоусловиях и в условиях противодействия ПВО противника, при длительном отрыве от аэродрома основного базирования и включает: прицельно-навигационный пилотажный комплекс, типовой комплекс связи, десантно-транспортное оборудование (допускается десантирование только высадочным методом). Самолёт Ан-124 состоит на вооружении ВКС России, но ещё недавно работал в интересах войск НАТО. Для военных перевозок самолёт применялся для снабжения частей НАТО в районах Средней Азии и Афганистане и в районе Персидского залива (для перевозки зенитно-ракетного комплекса «Пэтриот»).
Самолёт оснащён погрузочно-разгрузочным оборудованием, бортовыми передвижными мостовыми кранами (БПК) общей грузоподъёмностью до 20 тонн, швартовочным оборудованием. Без специального разрешения допускается перевозить моногрузы весом до 50 тонн. Самолёт имеет систему централизованной заправки под давлением через четыре заправочные горловины, расположенные в левой и правой гондолах главных стоек шасси. Также возможна заправка самотёком через две заливные горловины, расположенные на верхних частях правой и левой консолей крыла.
Ан-124 способен брать на борт до 440 парашютистов-десантников или 880 солдат с полным снаряжением. Однако начатые в 1989 году опыты по сбросу с самолёта манекенов парашютистов заставили ввести ограничения на парашютное десантирование людей, обусловленные аэродинамическими факторами.

### Силовая установка
Состоит из четырёх маршевых двигателей Д-18Т и двух вспомогательных силовых установок ТА-12.
Д-18Т — трёхвальный (ротор вентилятора, ротор низкого давления и ротор высокого давления), с высокой степенью двухконтурности (5,6 — более 80 % подаваемого вентилятором воздуха не поступает в компрессор и не участвует в горении, а просто отбрасывается, создавая тягу), тягой у земли на взлётном режиме 23,43 тонна-силы. Каждый двигатель оборудован электронной системой управления (ЭСУ). Для торможения при пробеге все двигатели оборудованы реверсивным устройством.
Запуск двигателей − воздушный, раскрутка турбостартера воздухом, отбираемым от ВСУ или работающего двигателя. Циклограмма запуска реализуются двумя блоками запуска БАЗ-18. Возможен последовательный запуск двигателей в любой произвольной последовательности, либо ускоренный автоматический запуск (1-3-2-4).
Управление режимами работы двигателей осуществляется механическим перемещением РУД. Также возможно автоматическое управление работой двигателей исполнительными механизмами автомата тяги (ИМАТ) от системы автоматического управления (САУ) полётом. Двигатель имеет автономную маслосистему под давлением, максимальное количество заправляемого масла типа ИПМ-10 в количестве 38±1,8 литра (39±1,8 л).
Каждый двигатель имеет по два насоса НП-107 самолётных гидросистем и привод-генератор ГП-23 мощностью 60 кВА на напряжение 115/200 В, 400 Гц, а в мотогондоле установлена система подготовки воздуха (СПВ), которая понижает давление и температуру отобранного от компрессора воздуха до приемлемых для систем кондиционирования и противообледенения.
Вспомогательные силовые установки, правая и левая, расположены в гондолах шасси. ВСУ обеспечивают электроэнергией и сжатым воздухом самолётные системы при стоянке на аэродромах, запуск основных двигателей на земле и в воздухе (с подкруткой) и могут использоваться в воздухе при необходимости до высоты 9000 м (запуск до 7000 м).

### Топливная система
Состоит из 13 топливных баков-кессонов в полости крыла. Баки разбиты на четыре группы по три бака: первой, второй и третьей очереди выработки (по одному баку в очереди). Каждая группа питает свой двигатель, третий бак является расходным. Также имеется один бак нулевой очереди, который расходуется на все двигатели. Бак нулевой очереди в эксплуатации не заправляется. ВСУ питаются из бака третьей очереди второго двигателя.
Дренаж баков осуществляется системой трубопроводов через бак нулевой очереди.
Заправка самолёта производится через четыре горловины централизованной заправки под давлением, которые расположены попарно в носках обтекателей шасси. Щиток заправки расположен в правом обтекателе шасси. Также имеются верхние заливные горловины в каждом баке.
На самолёте применяется система контроля качества топлива, наличия воды в топливе и централизованная система слива отстоя топлива.
Управление расходом топлива осуществляется с рабочего места СБИ. Для измерения количества топлива, автоматической заправки, расхода и поддержания центровки в эксплуатационных пределах установлена система СУИТ-3-2. Для каждого двигателя установлен свой расходомер СИРТ8А.
В качестве топлива применяется ТС-1 или РТ с жидкостями «И», «И-М», «ТГФ» или без таковых, а также зарубежный керосин JET-A1.

### Гидравлический комплекс
На самолёте установлены четыре гидравлические системы, объединённые в комплекс. Источниками давления служат восемь плунжерных насосов НП-107, по два на каждом двигателе. Рабочее давление — 210 кгс/см2, гидравлическая жидкость — АМГ-10. В каждой г/с, помимо основных насосов, предусмотрены резервные источники давления. Так, между первой и второй, а также между третьей и четвёртой гидросистемами установлены гидротрансформаторы НС53, турбонасосные установки ТНУ86А и электроприводные насосные станции НС-55А5, установленные во второй и третьей системе. Для обеспечения уборки и выпуска концевых закрылков в резервном режиме имеется пятая система, источником давления служит НС53, подключённый к четвёртой системе.

### Система управления полётом и взлётно-посадочная механизация крыла
Система управления полётом включает систему штурвального управления (СШУ), систему управления механизацией и систему индикации. В качестве управляющих поверхностей применяется верхняя и нижняя секция руля направления, две внешние и две внутренние секции руля высоты, две внешние и две внутренние секции элеронов, правые и левые элерон-интерцепторы. Механизация крыла включает внутренние и концевые закрылки, предкрылки, тормозные и глиссадные интерцепторы. Рулевые поверхности отклоняются с помощью необратимых рулевых приводов. Усилия от штурвала и педалей передаются с помощью трубчатых тяг и тросовой проводки. Системы стояночного стопорения рулей на самолёте нет.
На самолёте установлена система устойчивости и управляемости (СУУ) в канале РН и РВ, система изменения передаточных чисел в канале РН и РВ, система триммирования и балансировки в канале РВ.

### Шасси
На самолёте применяется трёхстоечное шасси. Каждая основная опора состоит из пяти амортизированных стоек с парными колёсами, первая и последняя стойки поворотные для облегчения руления. Передняя опора из двух стоек с парными колёсами. На основных стойках колёса оборудованы дисковыми тормозами с принудительным воздушным охлаждением.
Шасси позволяет эксплуатировать самолёт с грунтовых взлётно-посадочных полос, а также при помощи установленных в шасси винтовых подъёмников изменять стояночный клиренс и угол наклона фюзеляжа, что облегчает проведение погрузочно-разгрузочных работ (т. н. система регулирования высоты порогов, РВП).

### Система кондиционирования воздуха
Воздух отбирается на самолётные нужды от компрессоров двигателей в полёте и от ВСУ на земле. На этапе взлёта и в полёте отбор воздуха выполняется от вторых ступеней КВД, на этапе снижения и посадки отбор автоматически переключается за 7-е ступени КВД. В самолёте горячий воздух подаётся на обогрев предкрылков, ПВД, продув блоков аппаратуры, наддув гидробаков, в кабину экипажа, а также на обогрев грузовой кабины и подпольного пространства, обогрев отсеков ВСУ, запуск двигателей. Несмотря на то, что грузовая кабина герметична, не рекомендуется без необходимости поддерживать в ней нормальное давление.
Первичное охлаждение горячего воздуха происходит в воздухо-воздушных теплообменниках. Для наддува кабин часть охлаждённого воздуха поступает в два турбохолодильника (ТХУ), расположенные в левом и правом зализах центроплана. С левой ТХУ воздух подаётся в кабины экипажа и сменного экипажа, с правой ТХУ воздух идёт в кабину персонала. В случае технической неисправности СКВ воздуха с одной установки ТХУ хватает для наддува всех помещений на верхней палубе.
Для автоматического поддержания давления в кабинах самолёта служит система автоматического регулирования давления (САРД).
На взлётном режиме двигателей наддув кабин запрещён из-за возможных отклонений по чистоте воздуха.

### ПНПК «Купол-124»
Пилотажно-навигационный прицельный комплекс К-124 (изделие А-820) предназначен для решения задач автоматического пилотирования и самолётовождения в простых и сложных условиях. Система обеспечивает: стабилизацию курса, крена и тангажа; управление самолётом с помощью рукояток «спуск-подъём» и «крен»; автоматическую стабилизацию приборной скорости путём изменения угла тангажа; автоматическую стабилизацию приборной скорости от автомата тяги двигателей (режим не задействован); стабилизацию числа М (только от РВ, от АТ не задействован); автоматическую стабилизацию и управление вертикальной скоростью (не задействован); автоматически выход на заданную высоту эшелона (не задействован); стабилизацию барометрической высоты полёта; стабилизация и управление ЗК от рукоятки; стабилизация и управление ЗПУ от рукоятки; автоматическое и полуавтоматическое управление боковым движением от управляющей вычислительной системы; автоматический и полуавтоматический предпосадочный манёвр от управляющей вычислительной системы; автоматическое и полуавтоматическое управление заходом на посадку по нормам 1-й кат. ИКАО; автоматическое и полуавтоматическое управление заходом на посадку по нормам 2-й кат. ИКАО (не задействовано); автоматический уход на второй круг (не задействовано); индикацию основных пилотажно-навигационных параметров, сигнализации режимов и сигнализацию об отказах; предполётный контроль исправности, непрерывный контроль в полёте, резервирование отказавших подканалов; выдача информации на бортовые средства контроля.
Комплектность (несколько различна на самолёте ВТА АН-124 и грузовом Ан-124-100, также имеются различия в комплектности по сериям выпуска):
- Управляющая вычислительная система А-821 на базе ЦВМ-80-4000 (на доработанных для гражданского применения самолётах установлена система 3А-821 или 4А-821), ЦВМ основная и резервная
- Пилотажный комплекс А-825
- Трёхканальная инерциальная навигационная система А-826(М)
- Информационный комплекс высотно-скоростных параметров ИКВСП-1-7Ф
- Две системы воздушных сигналов СВС-72-1-400 и СВС-72-1Ф-400 (из комплекта ИКВСП)
- Система опасного сближения с землёй ССОС (из комплекта ИКВСП)
- Система автоматического управления САУ-3-400.
- Аппаратура индикации, связи, управления АИСУ-1
- Аппаратура оперативного контроля АОК-2, предназначена для наземной автоматизированной проверки пилотажного комплекса

Вычислительная часть каналов САУ по каналам курса, крена и тангажа — с четырёхкратным резервированием, и обеспечивает работу до третьего отказа.

### Радиолокационное и радиотехническое оборудование
- Две РЛС, объединённые в комплекс РЛК А-822 (с общими для обеих РЛС индикаторами и органами управления). А-822-10 — радиолокационная станция переднего обзора, А-822-20 — радиолокационная станция обзора земной поверхности
- Астронавигационная система АНС-3 (А-829)
- Радиокомпас АРК-22 (А-318), два комплекта
- Доплеровский измеритель скорости и сноса ДИСС Ш013В
- Радиовысотомер А-034 (из комплекта ИКВСП)
- РСБН А-312 или аппаратура ближней навигации А-827(М)
- Аппаратура Курс-МП (два комплекта)
- Самолётный дальномер СД-75 (два комплекта)
- Самолётный ответчик УВД СО-72М
- Изделие 6202
- Аппаратура межсамолётной навигации МСН-124
- Приёмоиндикатор сигналов наземных радиомаяков А-817
- РСДН А-723-013 (работает с отечественными и зарубежными наземными системами (Альфа, ОМЕГА, РСДН-3, РСДН-10, Лоран-С, Марс-75)
- TCAS-2000

### Связное оборудование (Ан-124-100)
На самолёте установлен комплекс связи ТИП-1Б2, в составе:
- модуль управления М-1Б
- КВ радиостанция Р-865ГЕ
- КВ приёмник Р-887В
- аппаратура внутренней связи и коммутации П-514-2-1
- бортовой магнитофон П-507-3БС

Также установлена связная радиостанция «Ядро-11-Л1», станция Р-861, аварийная станция Р-855А1, изделие КОСПАС АРБ-ПК, станция «Орлан-85СТ»

## Модификации
| Название модели | Краткие характеристики, отличия |
| --------------- | --- |
| «Изделие 400»   | Рабочий шифр самолёта при проектировании и изготовлении |
| Ан-124          | Базовая модель военно-транспортного самолёта. |
| Ан-124-100      | Коммерческий транспортный самолёт, демонтирована часть военного оборудования, изменённый ПНК «Купол-124», заменены связные радиостанции, приборное оборудование с градуировкой в футах и узлах.                              |
| Ан-124-100М     | Модификация самолёта Ан-124-100 с модернизированным бортовым РЭО и уменьшенным составом экипажа (с 6 до 4 человек) |
| Ан-124-100М-150 | Модификация самолёта Ан-124-100 с модернизированным бортовым РЭО и уменьшенным составом экипажа (с 6 до 4 человек). Повышенной нагрузкой до 150 тонн и увеличенной дальностью полёта, в том числе с грузом 120 т до 5400 км. |
| Ан-124-100-150  | Модификация самолёта Ан-124-100 с повышенной нагрузкой до 150 тонн и увеличенной дальностью полёта, в том числе с грузом 120 т до 5400 км                                                                                    |

## Состояние
Производство «Русланов» в России было остановлено в 2004 году.
До 2015 года были модернизированы 22 Ан-124 ВТА Минобороны РФ. Модернизация предусматривает обновление фюзеляжа и крыла, замену навигационной системы, шасси, авионики, некоторых бортовых блоков, увеличение грузоподъёмности. По состоянию на январь 2012 года ВТА ВВС ВС России уже получила два модернизированных «Руслан» в версии Ан-124-100М, ещё два находятся в стапелях производства окончательной сборки «Авиастар-СП».
На декабрь 2014 года ВВС России получили в общей сложности 10 самолётов, которым специалисты «Авиастар-СП» в Ульяновске провели модернизацию:
- RA-82013 (построен в 1987 году, прошёл КВР в 2010 году);
- RA-82014 (построен в 1987 году, прошёл КВР в 2011 году);
- RA-82030 (построен в 1987 году, прошёл КВР в 2013 году);
- RA-82032 (построен в 1988 году, прошёл КВР в 2012 году);
- RA-82035 (построен в 1988 году, прошёл КВР в 2013 году);
- RA-82037 (построен в 1989 году, прошёл КВР в 2013 году);
- RA-82038 (построен в 1989 году, прошёл КВР в 2014 году);
- RA-82039 (построен в 1990 году, прошёл КВР в 2011 году);
- RA-82040 (построен в 1992 году, прошёл КВР в 2015 году);
- RA-82041 (построен в 1990 году, прошёл КВР в 2014 году).

7 сентября 2016 года президент «Антонова» Александр Коцюба предупредил, что руководство украинского авиапроизводителя «Антонов», который входит в состав концерна «Укроборонпром», намерено наложить запрет на полёты российских самолётов Ан-124-100 «Руслан» за пределы России, если владельцы лайнеров откажутся от сервисных услуг украинских коллег.

## Представители
| Серийный номер | Бортовой номер | Заводской номер | Год постройки | Эксплуатант                              | Статус |
| -------------- | -------------- | --------------- | ------------- | ---------------------------------------- | --- |
| 01-01          | СССР-680125    | 19530501001     | 1982          | КБ Антонова (Авиант, Авиалинии Антонова) | На хранении в Гостомеле, не в лётном состоянии                                                                                         |
| 01-02          | СССР-680210    | 19530501002     | ?             | КБ Антонова (Авиант, Авиалинии Антонова) | На хранении в Святошино, не летал, использовался для наземных испытаний                                                                |
| 01-03          | СССР-82002     | 19530501003     | 1984          | КБ Антонова (Авиант, Авиалинии Антонова) | Разбился 13.11.1992 |
| 01-04          | RA-82006       | 19530501004     | 1986          | Военно-транспортная авиация РФ           | На хранении в Сеще |
| 01-05          | UR-82007       | 19530501005     | 1986          | КБ Антонова (Авиант, Авиалинии Антонова) | В лётном состоянии, Ан-124-100 |
| 01-06          | UR-82008       | 19530501006     | 1986          | КБ Антонова (Авиант, Авиалинии Антонова) | В лётном состоянии, Ан-124-100М |
| 01-07          | 08             | 9773054516003   | 1985          | Военно-транспортная авиация РФ           | Разбился 15.11.1993 |
| 01-08          | UR-82009       | 19530501008     | 1986          | КБ Антонова (Авиант, Авиалинии Антонова) | Повреждён в результате боёв за аэропорт Гостомель в феврале 2022, Ан-124-100М-150                                                      |
| 01-09          | RA-82010       | 9773053616017   | 1986          | Военно-транспортная авиация РФ           | В лётном состоянии, Ан-124-100 |
| 01-10          | RF-82011       | 9773054616023   | 1987          | Военно-транспортная авиация РФ           | В лётном состоянии, Ан-124-100 |
| 02-01          | RA-82020       | 19530502001     | 1987          | Военно-транспортная авиация РФ           | На хранении в Сеще |
| 02-02          | RA-82021       | 19530502002     | 1987          | Военно-транспортная авиация РФ           | На хранении в Сеще |
| 02-03          | RA-82022       | 19530502003     | 1987          | Военно-транспортная авиация РФ           | На хранении в Сеще |
| 02-04          | RA-82023       | 19530502012     | 1988          | Военно-транспортная авиация РФ           | На хранении в Сеще |
| 02-05          | RA-82024       | 19530502033     | 1989          | Военно-транспортная авиация РФ           | На хранении в Сеще |
| 02-06          | RA-82025       | 19530502106     | 1988          | Военно-транспортная авиация РФ           | На хранении в Сеще |
| 02-07          | 10             | 19530502127     | 1989          | Военно-транспортная авиация РФ           | На хранении в Ульяновск — Восточный (Авиастар), не в лётном состоянии. Доработка в модификацию Ан-124-100 была заморожена с 18.03.2002 |
| 02-08          | UR-82027       | 19530502288     | 1990          | КБ Антонова (Авиант, Авиалинии Антонова) | В лётном состоянии, Ан-124-100М |
| 02-09          | RA-82028       | 19530502599     | 1991          | Военно-транспортная авиация РФ           | На хранении в Сеще |
| 02-10          | UR-82029       | 19530502630     | 1991          | КБ Антонова (Авиант, Авиалинии Антонова) | В лётном состоянии, Ан-124-100 |
| 03-01          | 5A-DKL         | 19530502761     | 1992          | Libyan Arab Air Cargo                    | На хранении в Святошино, Ан-124-100 |
| 03-02          | 5A-DKN         | 19530502792     | 1994          | Libyan Arab Air Cargo                    | 21 июня 2019 г. повреждён и сгорел в результате авиаудара в Триполи. Ан-124-100                                                        |
| 03-03          | UR-ZYD         | 19530502843     | 2003          | Maximus Air Cargo                        | В лётном состоянии, Ан-124-100 |
| 05-01          | RA-82012       | 9773052732028   | 1987          | Военно-транспортная авиация РФ           | На хранении в Сеще |
| 05-02          | RA-82013       | 9773053732033   | 1987          | Военно-транспортная авиация РФ           | В лётном состоянии, Ан-124-100 |
| 05-03          | RA-82014       | 9773054732039   | 1987          | Военно-транспортная авиация РФ           | В лётном состоянии, Ан-124-100 |
| 05-04          | RA-82030       | 9773054732045   | 1987          | Военно-транспортная авиация РФ           | В лётном состоянии, Ан-124-100 |
| 05-05          | RA-82031       | 9773051832049   | 1988          | Военно-транспортная авиация РФ           | На хранении в Сеще |
| 05-06          | RF-82032       | 9773052832051   | 1988          | Военно-транспортная авиация РФ           | В лётном состоянии, Ан-124-100 |
| 05-07          | RA-82033       | 9773052832054   | 1988          | ГК НИИ ВВС (929 ГЛИЦ МО РФ)              | На хранении в Ульяновск — Восточный, Ан-124-100                                                                                        |
| 05-08          | RA-82034       | 9773053832057   | 1988          | Военно-транспортная авиация РФ           | На хранении в Сеще |
| 05-09          | RA-82035       | 9773054832061   | 1988          | Военно-транспортная авиация РФ           | В лётном состоянии, Ан-124-100 |
| 05-10          | RA-82036       | 9773054832068   | 1988          | Военно-транспортная авиация РФ           | На хранении в Сеще |
| 06-01          | RA-82037       | 9773052955071   | 1989          | Военно-транспортная авиация РФ           | В лётном состоянии, Ан-124-100 |
| 06-02          | RA-82038       | 9773054955077   | 1989          | Военно-транспортная авиация РФ           | В лётном состоянии, Ан-124-100 |
| 06-03          | RA-82039       | 9773052055082   | 1990          | Военно-транспортная авиация РФ           | В лётном состоянии, Ан-124-100 |
| 06-04          | RA-82040       | 9773053055086   | 1990          | Военно-транспортная авиация РФ           | В лётном состоянии, Ан-124-100 |
| 06-05          | RF-82041       | 9773054055089   | 1990          | Военно-транспортная авиация РФ           | На хранении в Ульяновск — Восточный (Авиастар)                                                                                         |
| 06-06          | RA-82042       | 9773054055093   | 1990          | Волга-Днепр                              | 13.11.2020 при экстренной посадке в Новосибирске, вызванной разрушением двигателя, выкатился за пределы полосы. Ан-124-100             |
| 06-07          | RA-82043       | 9773054155101   | 1990          | Волга-Днепр                              | В лётном состоянии, Ан-124-100 |
| 06-08          | RA-82044       | 9773054155109   | 1991          | Волга-Днепр                              | В лётном состоянии, Ан-124-100 |
| 06-09          | RA-82045       | 9773052255113   | 1991          | Волга-Днепр                              | В лётном состоянии, Ан-124-100 |
| 06-10          | RA-82046       | 9773052255117   | 1992          | Волга-Днепр                              | В лётном состоянии, Ан-124-100 |
| 07-01          | RA-82047       | 9773053259121   | 1992          | Волга-Днепр                              | В лётном состоянии, Ан-124-100 |
| 07-02          | RA-82069       | 977305335912?   | 1993          | Аэрофлот — Российские авиалинии          | Разбился 08.10.1996 |
| 07-03          | RA-82068       | 9773051359127   | 1993          | Волга-Днепр                              | В лётном состоянии, Ан-124-100 |
| 07-04          | RA-82071       | 977305435913?   | 1993          | Авиастар Авиакомпания                    | Разбился 06.12.1997 |
| 07-05          | UR-82072       | 9773053359136   | 1993          | КБ Антонова (Авиант, Авиалинии Антонова) | В лётном состоянии, Ан-124-100 |
| 07-06          | UR-82073       | 9773053359139   | 1993          | КБ Антонова (Авиант, Авиалинии Антонова) | В лётном состоянии, Ан-124-100 |
| 07-07          | RA-82074       | 9773051459142   | 1994          | Волга-Днепр                              | На хранении в Лейпциг-Галле |
| 07-08          | RA-82075       | 9773053459147   | 1994          | Полет АК (Воронеж)                       | На хранении в Ульяновск — Восточный (Авиастар)                                                                                         |
| 07-09          | RA-82077       | 9773054459151   | 1995          | Волга-Днепр                              | В лётном состоянии, Ан-124-100 |
| 07-10          | RA-82078       | 9773054559153   | 1995          | Волга-Днепр                              | В лётном состоянии, Ан-124-100-150 |
| 08-01          | RA-82079       | 9773052062157   | 2000          | Волга-Днепр                              | В лётном состоянии, Ан-124-100 |
| 08-02          | RA-82080       | 9773051462161   | 2004          | Полёт АК (Воронеж)                       | На хранении в Ульяновск — Восточный (Авиастар)                                                                                         |
| 08-03          | RA-82081       | 9773051462165   | 2004          | Волга-Днепр                              | В лётном состоянии, Ан-124-100-150 |

## Операторы
- Россия
  - ВКС — 10 Ан-124 по состоянию на 2024 год[42], в составе 566-го втап.
  - «Волга-Днепр» — 11 и 1 на хранении[43]
  - 224-й лётный отряд — 8 по состоянию на 2016 год
- Украина: «Авиалинии Антонова» — 7[44]
- ОАЭ: «Maximus Air Cargo» — 1[45]
- Азербайджан: Silk Way Airlines — 1[46]

Иные операторы
- Организация Объединённых Наций — ООН привлекает для своих нужд самолёты Ан-124 действующих эксплуатантов по соглашению в рамках SALIS (Strategic Airlift Interim Solution). По состоянию на 2016 год по SALIS эксплуатируется 2 самолёта Ан-124-100, ещё 4 самолёта могут привлекаться к эксплуатации при уведомлении за 6—9 дней[47].

Бывшие операторы
- Россия: «Полёт» — 2 на хранении на аэродроме в Ульяновске
- Ливия: Libyan Air Cargo — 1 на хранении на аэродроме в Киеве[48].

## Уникальные грузы
- Первым использованием грузового потенциала самолёта в гражданских целях стала доставка в декабре 1985 года на опытном экземпляре «Руслана» 152-тонного карьерного самосвала «Эвклид[англ.]» из Владивостока в Полярный (Якутия). Машину перевезли в два рейса.
- 31 мая 1986 года на «Руслане» из Харькова в Ташкент было отправлено рабочее колесо гидротурбины диаметром 6 м и массой 80 т для Таш-Кумырской ГЭС. Через 20 дней по тому же маршруту перевезли и второе такое же колесо.
- В мае 1989 года из Лондона в Москву доставили 140 тонн аппаратуры для первого в России концерта легендарной группы Pink Floyd[49].
- В мае 1992 года из Объединённых Арабских Эмиратов в Швейцарию «Руслан» перевёз 52 тонны золота на сумму в 230 миллионов фунтов стерлингов.
- В 1993 году Майкл Джексон перевёз в Москву 310 тонн своих грузов на трёх «Русланах»[50].
- В октябре 1997 года был установлен рекорд по массе перевезённого за один рейс коммерческого груза. Из Парижа в Доху был доставлен химический реактор весом в 125 тонн, а общий вес груза со спецоснасткой составил 140 тонн[51].
- В январе 2001 года Ан-124 был использован для транспортирования 109-тонного локомотива из Канады в Ирландию[52].
- Ан-124 использовался для возвращения Аксумского обелиска в Эфиопию из Рима в апреле 2005 года. Транспортировка была осуществлена в три этапа, во время каждого из них перевозили треть монумента общей массой 160 тонн и длиной 24 метра.
- Весной 2011 года Ан-124 доставили в Японию гигантские бетононасосы, произведённые компанией Putzmeister[нем.]. Каждый насос установлен на 26-колёсной автоплатформе и весит более 86 тонн. Насосы использовались для ликвидации аварии на японской АЭС Фукусима-1[53].
- 25 июля 2011 года АН-124 авиакомпании «Волга-Днепр» доставила из Шалона (Франция) в Москву комплексный пилотажный тренажёр для обучения лётного состава на самолёты Sukhoi Superjet 100. Перевозка груза была выполнена по заказу ЗАО Гражданские самолёты Сухого. Несмотря на то, что общий вес груза составил всего 40 тонн, потребовалось выполнить второй рейс на Ил-76ТД-90ВД, так как крупногабаритные комплектующие заняли практически весь грузовой отсек АН-124[54].
- 25 ноября 2015 года оперативно доставлена ЗРС С-400 на авиабазу в Хмеймиме в Сирии.[55]
- 10 и 14 декабря 2015 года в Симферополь с Дальнего Востока Ан-124 доставили две мобильные газотурбинные электростанции мощностью по 25 МВт каждая.

## Потери
По состоянию на май 2021 года было потеряно шесть самолётов Ан-124.
| Дата       | Бортовой номер | Место катастрофы           | Жертвы (погибших/всего на борту) | Краткое описание |
| ---------- | -------------- | -------------------------- | -------------------------------- | --- |
| 13.10.1992 | СССР-82002     | Киевская область, с. Кодра | 8/9                              | Второй лётный экземпляр Ан-124. Разбился в испытательном полёте. Разрушение обтекателя РЛС в ходе выполнения полёта в условиях максимального скоростного напора. Самолёт 01-03 под управлением экипажа Горбика С. А. выполнял задание по определению характеристик управляемости при максимальном скоростном напоре. В момент максимальной аэродинамической нагрузки произошло разрушение носового радиопрозрачного обтекателя и, затем, всей отклоняемой носовой части фюзеляжа. Обломки конструкции носа повредили оба правых двигателя, из-за чего те остановились. В сложившейся обстановке экипаж не смог дотянуть до аэродрома, — самолёт упал на лес под Киевом. Погибли восемь испытателей, что стало тяжёлой потерей для коллектива АНТК. К этой катастрофе привело трагическое совпадение ряда негативных факторов, среди которых было и столкновение с птицей на взлёте перед выполнением этого задания. |
| 15.11.1993 | RA-82071       | около Кермана              | 17/17                            | Врезался в гору при заходе на посадку. Ошибка экипажа. |
| 08.10.1996 | RA-82069       | около Турина               | 2+3/23                           | Разбился, уходя на второй круг. Всего на борту было 23 человека (экипаж). Погибло пять человек: два члена экипажа, три человека на земле. |
| 06.12.1997 | RA-82005       | Иркутск                    | 45+23/23                         | Борт ВВС, 566 ВТАП. Отказ трёх двигателей вскоре после взлёта. Самолёт упал на жилые дома. Взлёт с превышением взлётной массы, соответствующей ВПП третьего класса (заводской аэродром Иркутска; на борту были два истребителя Су-27 общей массой 40 тонн, что составляет 30 % от полной загрузки самолёта). |
| 22.06.2019 | 5A-DKN         | Триполи                    | 0                                | Уничтожен в международном аэропорту Триполи во время артиллерийского обстрела |
| 13.11.2020 | RA-82042       | Новосибирск                | 0/14                             | После взлёта разрушился левый ближний двигатель, его осколки повредили фюзеляж. При аварийной посадке выкатился за пределы ВПП на 300 м. |

Происшествия
- 1 сентября 1997 года на Ан-124 (RA-82013) во время взлёта в аэропорту Братска при взлётном весе 387 тонн произошёл помпаж второго двигателя. Экипаж пошёл на вынужденную посадку, выполнил выравнивание на высоте более 10 метров. Потерял скорость и просел. Для уменьшения вертикальной скорости увеличил тангаж. При посадке коснулся ВПП основными стойками шасси и створками грузового люка, серьёзно их повредив. Никто из членов экипажа не пострадал. Самолёт и груз удалось спасти.[источник не указан 536 дней]
- 26 февраля 2013 года Ан-124-100 (RA-82042) авиакомпании «Волга-Днепр» после приземления в Казанском аэропорту во время руления задел стоявший на хранении Як-42 авиакомпании «Тулпар-ЭЙР». В результате авиаинцидента никто из членов экипажей обоих самолётов не пострадал. Оба самолёта получили повреждения[63].
- 26 мая 2020 года грузовой Ан-124-100 повредило ударом молнии, когда он заходил на посадку в аэропорт  Красноярск (Емельяново). Всё произошло вечером 26 мая во время грозы. От удара нос Ан-124—100 вогнуло внутрь. Как сообщили в аэропорту, посадка прошла успешно. Самолёт принадлежит авиакомпании «Волга-Днепр»[64].
- 27 марта 2025 года в аэропорту Минеральных вод при посадке загорелась стойка шасси Ан-124-100. На борту самолета находились 24 человека и 8 членов экипажа. В результате происшествия пассажиры и экипаж – не пострадали.[65]

## Лётно-технические характеристики (Ан-124-100)
Источник данных: РЛЭ Ан-124-100

Технические характеристики
- Экипаж: 8 (командир, помощник командира, штурман, старший бортинженер, бортинженер по АО, бортрадист, 2 оператора погрузочно-разгрузочных работ)
- Пассажировместимость: 7 (в кабине сменного экипажа) + 21 (в кабине обслуживающего персонала)
- Грузоподъёмность: 120 000 кг
- Длина: 69,1 м
- Размах крыла: 73,3 м
- Высота: 21,08 м
- Площадь крыла: 628 м²
- Масса пустого: 178 400 кг
- Максимальная взлётная масса: 392 000 кг
- Масса топлива во внутренних баках: 212 350 кг (около 319 кубометров)(максимальная)
- Массовая отдача: 58 %
- Силовая установка: 4 × ТРДД Д-18Т
- Тяга: 4 × 229,85 кН (23430 кгс)[66]
- Вспомогательная силовая установка: 2 × ГТД ТА-12
- Назначенный ресурс: 50 000 лётных часов; 10 000 типовых полётов; 50 лет[67].

Габариты грузовой кабины
- Длина: 36,5 м
- Ширина: 6,4 м
- Высота: 4,4 м
- Объём грузового отсека: 1050 м³
- Размер грузовых люков:
  - передний: 6,4×4,4 м
  - задний: 6,4×4,4 м

Лётные характеристики
- Максимальная скорость: 865 км/ч
- Крейсерская скорость: 800—850 км/ч
- Практическая дальность: 4800 км (с максимальным грузом); 7500 км (с грузом 80 000 кг)[68]
- Практический потолок: 11 600 м
- Нагрузка на крыло: 365 кг/м²
- Тяговооружённость: 0,24

## В искусстве
Фильм «Ширли-мырли»
Ан-124-100 (регистрационный номер RA-82072, заводской 9773053359136, серийный 07-05) был выпущен 10 ноября 1993 года. 12 июля 1994 года под бортовым номером RA-82072 был передан авиакомпании «Россия», находясь в которой, в 1995 году был использован в съёмках фильма «Ширли-мырли».
В сентябре 1999 года самолёт был передан украинской компании Antonov Airlines и начал эксплуатироваться под бортовым номером UR-82072 (14 марта 2010 года был модифицирован до Ан-124-100-150).